# Bernacki Most
Bernacki Most – wieś w Polsce położona w województwie podlaskim, w powiecie hajnowskim, w gminie Narewka. Leży nad Jabłoniówką.
W latach 1975–1998 miejscowość administracyjnie należała do województwa białostockiego.
Miejscowość wymieniona jest w Słowniku geograficznym Królestwa Polskiego z 1900 roku pod nazwą Bernadzki Most.
Według Powszechnego Spisu Ludności z 1921 roku wieś zamieszkiwało 30 osób, wśród których 3 były wyznania rzymskokatolickiego, 22 prawosławnego, 1 ewangelickiego, a 4 mojżeszowego. Jednocześnie wszyscy mieszkańcy zadeklarowali polską przynależność narodową. We wsi było 7 budynków mieszkalnych.
31 lipca 1941, w ramach akcji tzw. „oczyszczania Puszczy Białowieskiej”, hitlerowcy wysiedlili mieszkańców Bernackiego Mostu, a wieś spalili.  
Prawosławni mieszkańcy wsi należą do parafii Świętych Apostołów Piotra i Pawła w Lewkowie Starym, a Wierni kościoła rzymskokatolickiego należą do parafii św. Jana Chrzciciela w Narewce.